# Toy Veículos
Toy Veículos e Carrocerias Ltda. war ein brasilianischer Hersteller von Automobilen.

## Unternehmensgeschichte
Das Unternehmen aus Rio de Janeiro begann 1981 mit der Produktion von Automobilen und Kit Cars. Der Markenname lautete Toy. Bereits im ersten Jahr wurden 500 Exemplare verkauft. Am Ende des Jahrzehnts endete die Produktion.

## Fahrzeuge
Das Angebot umfasste zwei VW-Buggies. Die Basis bildete wahlweise ein Fahrgestell von Volkswagen do Brasil oder ein selbst hergestellter Rohrrahmen. Darauf wurde eine offene türlose Karosserie aus Fiberglas montiert. Hinter den vorderen Sitzen war eine Überrollvorrichtung. Ein luftgekühlter Vierzylinder-Boxermotor im Heck trieb die Hinterräder an.
Bei einem Modell waren die eckigen Scheinwerfer unterhalb der Kotflügel montiert. Als Regenschutz diente eine Art Markise, die zwischen der Windschutzscheibe und dem Überrollbügel gespannt wurde. Das andere Modell hatte Scheinwerfer, die in die Fahrzeugfront integriert waren, sowie ein richtiges Verdeck. Die Seitenschweller unterschieden sich ebenfalls.